# Начурал Степс (Арканзас)
Начурал Степс (енгл. Natural Steps) насељено је место без административног статуса у америчкој савезној држави Арканзас.

## Демографија
По попису из 2010. године број становника је 426.
| Група             | 2000.    | 2010.       |
| Белци             | 0 (0,0%) | 398 (93,4%) |
| Афроамериканци    | 0 (0,0%) | 16 (3,8%)   |
| Азијати           | 0 (0,0%) | 2 (0,5%)    |
| Хиспаноамериканци | 0 (0,0%) | 6 (1,4%)    |
| Укупно            | 0        | 426         |